# Gelis popofensis
Gelis popofensis är en stekelart som först beskrevs av William Harris Ashmead 1902.  Gelis popofensis ingår i släktet Gelis och familjen brokparasitsteklar. Inga underarter finns listade i Catalogue of Life.